# Ca n'Alzina (Beuda)
Ca n'Alzina és una masia del municipi de Beuda (Garrotxa) protegida com a bé cultural d'interès local.

## Descripció
Mas situat dalt d'un puig en els límits del municipi de Beuda amb el de Maià de Montcal. És de planta rectangular, amb ampli teulat a dues aigües i els vessants vers a les façanes laterals. Presenta diferents moments constructius: el cos de l'edifici orientat cap a llevant és el més primitiu i disposa de senzilles finestres datades de finals d'època medieval. El costat de ponent, respon a una ampliació efectuada a finals del segle xviii tal com es va gravar en una llinda: "1792". Ca l'Alzina disposa de planta baixa i dos pisos superiors. En el primer hi destaca la porta principal d'entrada, descentrada de l'eix central; la resta d'obertures d'aquesta planta són molt menudes, segurament per la ventilació de quadres i corts. La planta principal té l'accés gràcies a una escala, amb revoltó, exterior. Les finestres d'aquest pis són quadrangulars. El segon pis o antigues golfes presenta obertures amb arcs rebaixats. El mas ha estat restaurat, ampliant-se algunes de les parts per tal d'adequar-lo a habitatge pels cap de setmana.
Al costat de ponent del mas es troba una capella dedicada a Sant Miquel. És d'una sola nau, absis carrat i volta de canó feta de rajols; la porta d'ingrés està orientada a llevant i presenta la següent inscripció a la llinda: «ALS 22 FEBRER ........ ME FECI YHO». Està coronada per un senzill campanar d'espadanya, d'un sol ull i mancat de campana. Va ser realitzada amb pedra del país poc treballada, llevat dels carreus cantoners i els de la porta.